# Synaphea odocoileops
Synaphea odocoileops är en tvåhjärtbladig växtart som beskrevs av Alexander Segger George. Synaphea odocoileops ingår i släktet Synaphea och familjen Proteaceae. Inga underarter finns listade i Catalogue of Life.